# John Spencer-Churchill, 10:e hertig av Marlborough
John Albert William Spencer-Churchill, 10:e hertig av Marlborough, född 18 september 1897, död 11 mars 1972, var en brittisk ädling. Han var son till Charles Spencer-Churchill, 9:e hertig av Marlborough (1871–1934) och hans första maka, Consuelo Vanderbilt (1870–1964).
Han stred i första världskriget och gjorde sedan en militär karriär, avslutad som överstelöjtnant.

## Familj
Gift 1:o 1920 med Hon Alexandra Mary Cadogan (1900–1961); gift 2:o 1972 med Laura Charteris (1915–1990) 
- Lady Sarah Consuelo (1921–2000); gift 1:o 1943 med Edwin Russell (d. 2001) (skilda 1966); gift 2:o 1966 med Guy Burgos (skilda 1967) ; gift 3:e gången 1967 med Theodoros Roubanis
- Lady Caroline (1923–1992); gift 1946 med Charles Huguenot “Hugh” Waterhouse (1918–2007)
- John George Vanderbilt Henry Spencer-Churchill, 11:e hertig av Marlborough (1926–2014); gift 1:o 1951 med Susan Mary Hornby (1929–2005) (skilda 1960) ; gift 2:o i Paris 1961 med Athina Livanos (d. 1974) (skilda 1971) ; gift 3:e gången 1972 med grevinnan Dagmar Douglas (1943–) (skilda 2008); gift 4:e gången 2008 med Lily Mahtani
- Lady Rosemary Mildred (1929–); gift 1953 med Charles Robert Muir (d. 1972)
- Lord Charles George William Colin (1940–); gift 1:o 1965 med Gillian Fuller (skilda 1968) ; gift 2:o 1970 med Elizabeth Wyndham (1948–)